# هونشوانگو

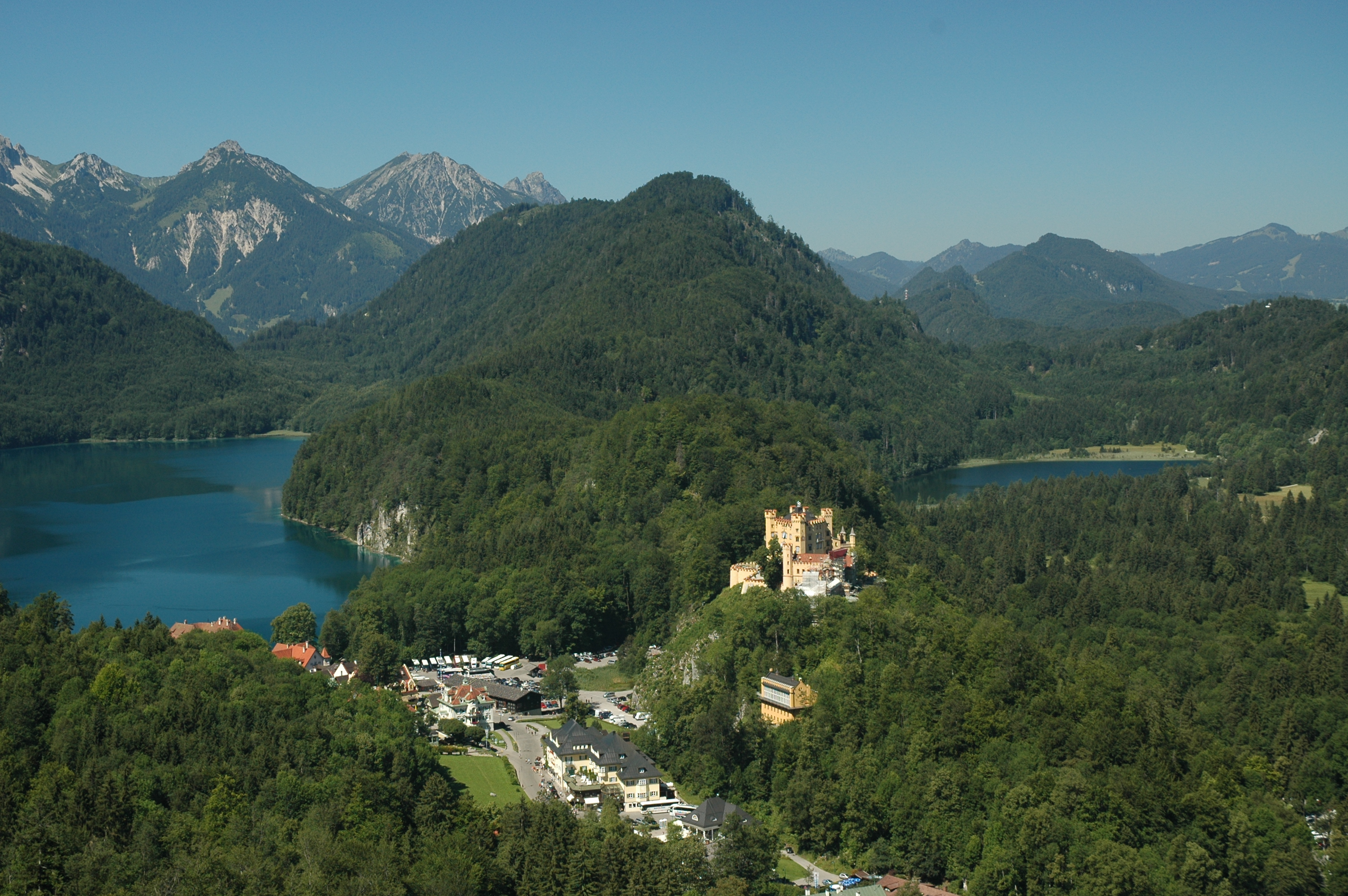
دهکده در سمت چپ، قلعه هوهن شوانگائو در سمت راست، همانطور که از نوی‌شوان‌شتاین مشاهده می شود

هوهن شوانگائو (به آلمانی: Hohenschwangau) یک دهکده سابق و اکنون یک ناحیه شهری در شهرداری شوانگائو، ناحیه استالگوی، باواریا، آلمان است.
بین قصر نوی‌شوان‌شتاین و قلعه هوهن شوانگائو قرار دارد و سالانه حدود ۲ میلیون نفر از آن بازدید می کنند و از آنجا تورهای خود را به سمت کاخ های سلطنتی سابق آغاز می کنند.  این روستا توسط پارکینگ‌ها، رستوران‌ها، مهمان‌خانه‌ها، هتل‌ها و فروشگاه‌های سوغاتی تسلط دارد.
هوهن شوانگائو در غرب با آلپسی همسایه است.  در اینجا موزه پادشاهان باواریا در سال ۲۰۱۱ در ساختمان هتل قدیمی سابق (Alpseestraße 27) تأسیس شد.
هلن ویتا بازیگر و خواننده در هوهن شوانگائو به دنیا آمد. ژولین دوویویه صحنه‌های بیرونی فیلم Marianne de ma jeunesse را در اینجا فیلمبرداری کرد.